# Équipe du Togo masculine de volley-ball
L'équipe du Togo de volley-ball  est l'équipe nationale qui représente le Togo dans les compétitions internationales de volley-ball.
La sélection est septième du Championnat d'Afrique masculin de volley-ball 1971 et cinquième des Jeux africains de 1973.